# Exochus capnodes
Exochus capnodes là một loài tò vò trong họ Ichneumonidae.